# Île Dowker
Île Dowker är en ö i Kanada.   Den ligger i Saint Lawrencefloden nära staden Montréal i provinsen Québec, i den sydöstra delen av landet, 140 km öster om huvudstaden Ottawa. Arean är 1,0 kvadratkilometer.
Runt Île Dowker är det tätbefolkat, med 276 invånare per kvadratkilometer.